# Вільгельм Маркс
Вільгельм Маркс (нім. Wilhelm Marx; 15 січня 1863, Кельн — 5 серпня 1946, Бонн) — німецький юрист і політик. У 1923-24 і 1926—1928 роках займав пост рейхсканцлера Веймарської республіки. Член Партії Центру.
У 1925 році Вільгельм Маркс був висунутий кандидатом в рейхспрезиденти від Веймарської коаліції (СДПН, НДП і Німецька партія Центру), але програв Паулю фон Гінденбургу. Вільгельм Маркс завжди знаходився в тіні інших політиків: Густава Штреземана або Фрідріха Еберта. Проте в історії Веймарської республіки він залишився як одна з центральних політичних фігур, які боролися за єдність демократичного табору.

## Біографія
Народився в сім'ї шкільного вчителя, виріс в Кельні. Після того як лікарі визнали його непридатним до військової служби через сильну короткозорість, вступив до Боннського університету, де вивчав юриспруденцію.
Після закінчення навчання служив суддею в Ельберфельді, потім в Кельні та Дюссельдорфі, але не міг досягти в Пруссії особливих висот на державній службі через своє католицьке віросповідання і приналежність до партії Центру.
У 1891 одружився з Йоганною Феркоєн. Шлюб тривав 55 років, у них було четверо дітей, два старших сина рано померли.
З 1899 по 1918 роки Вільгельм Маркс був депутатом прусського парламенту. У 1910 році став депутатом рейхстагу, очолював в ньому фракцію своєї партії і активно займався шкільною освітою і культурою. Маркс вважався спокійним політиком, готовим до компромісів, у якого було мало ворогів.
Під час Першої світової війни Маркс підтримав мирну резолюцію від 19 липня 1917 року.
Після війни Вільгельм Маркс був обраний у Веймарські установчі збори. Під час Рурського конфлікту, на відміну від багатьох інших політиків з окупованих регіонів, Маркс виступив проти відокремлення регіону від Пруссії. Свій голос на підтримку Версальського договору Маркс пояснив в першу чергу своїми побоюваннями, що під час відсутності договору Рейнська область буде остаточно відділена від Пруссії.
При Веймарській республіці Маркс спочатку присвятив себе об'єднанню сил центру в парламенті, щоб домогтися рішучої підтримки кабінету Йозефа Вірта, що йому вдалося завдяки його політичному стилю і католицькому віросповіданню.
Після відставки кабінету Штреземана в 1923 році Вільгельм Маркс прийняв пропозицію рейхспрезидента Фрідріха Еберта зайняти пост рейхсканцлера і очолив десятий за рахунком уряд Німеччини з 1919 року. Маркс перебував на посаді рейхсканцлера двічі: перший раз — майже 13 місяців (з 30 листопада 1923 по 15 січня 1925 роки), другий раз — 25 місяців (з 17 травня 1926 по 29 червня 1928 року). За цей період Марксу довелося очолити чотири склади імперського уряду.
Вільгельм Маркс очолював уряд Веймарської республіки в один з численних кризових періодів, на який припали конфлікти з землями Саксонія і Баварія, сепаратистські настрої в окупованій Рейнській області. За гіперінфляцією 1923 року послідувало введення нової валюти, що супроводжувалося економічними і фінансовими проблемами, на які Маркс відповідав заходами з економії бюджету, звільненнями найманого персоналу і введенням нових податків. Після стабілізації ситуації в кінці січня 1924 року було скасовано воєнний стан. При Марксі був прийнятий План Доза.
У другий термін рейхсканцлерства Вільгельма Маркса Німеччина вступила до Ліги Націй. Маркс зняв з посади генерала-полковника Ганса фон Зекта, який перетворив рейхсвер на державу в державі. Згодом, соціал-демократ Філіпп Шайдеман розкрив в рейхстазі факти таємного співробітництва рейхсверу з Червоною армією.
У 1925 році взяв участь в перших всенародних виборах президента Німеччини: в першому турі — в якості кандидата Партії Центру, в другому — як представник лівоцентристського «Народного блоку». У другому турі набравши 45,3 % голосів, поступився Паулю фон Гінденбургу, який отримав 48,3 %. Особливо прикро для Маркса було те, що Гінденбурга підтримали в тому числі Баварська народна партія, кандидат якої набрав в першому турі 3,75 % голосів, і інші католицькі організації.
З 10 лютого по 18 березня 1925 Вільгельм Маркс займав пост прем'єр-міністра Пруссії, а потім рейхсміністра юстиції в уряді свого наступника Ганса Лютера. До 1932 року Вільгельм Маркс був депутатом рейхстагу.
За часів націонал-соціалізму Вільгельм Маркс віддалився від політики і проживав в Бонні.